# Osovo
Osovo (cyr. Осово) – wieś w Bośni i Hercegowinie, w Republice Serbskiej, w gminie Rogatica. W 2013 roku liczyła 140 mieszkańców.